# Kim Naver
Karen-Margrethe "Kim" Naver (født 24. juni 1940 på Frederiksberg) er en dansk væver, designer og tekstilkunstner.